# British Academy Film Awards 1966
Die 19. Verleihung der British Academy Film Awards zeichnete die besten Filme von 1965 aus. Die Filmpreise wurden von der British Academy of Film and Television Arts (BAFTA) verliehen.
| Film                                             | N | A |
| ------------------------------------------------ | - | - |
| Darling                                          | 6 | 4 |
| Der gewisse Kniff                                | 6 | 0 |
| Ein Haufen toller Hunde                          | 6 | 1 |
| Ipcress – streng geheim                          | 5 | 3 |
| Alexis Sorbas                                    | 4 | 0 |
| Die tollkühnen Männer in ihren fliegenden Kisten | 3 | 1 |
| Cassidy, der Rebell                              | 2 | 0 |
| Cat Ballou – Hängen sollst du in Wyoming         | 2 | 1 |
| Das Narrenschiff                                 | 2 | 0 |
| Hamlet                                           | 2 | 0 |
| Hi-Hi-Hilfe!                                     | 2 | 0 |
| Lord Jim                                         | 2 | 0 |
| My Fair Lady                                     | 2 | 1 |
| Tokio 1964                                       | 2 | 2 |

## Preisträger und Nominierungen

### Bester Film
My Fair Lady – Regie: George Cukor
Alexis Sorbas (Zorba the Greek) – Regie: Michael Cacoyannis
Der gewisse Kniff (The Knack ...and How to Get It) – Regie: Richard Lester
Hamlet (Gamlet) – Regie: Grigori Kosinzew
Ein Haufen toller Hunde (The Hill) – Regie: Sidney Lumet

### Bester britischer Film
Ipcress – streng geheim (The Ipcress File) – Regie: Sidney J. Furie
Darling – Regie: John Schlesinger
Der gewisse Kniff (The Knack ...and How to Get It) – Regie: Richard Lester
Ein Haufen toller Hunde (The Hill) – Regie: Sidney Lumet

### United Nations Award
Tokio 1964 (Tōkyō orimpikku) – Regie: Kon Ichikawa
Alexis Sorbas (Zorba the Greek) – Regie: Michael Cacoyannis
Angriffsziel Moskau (Fail-Safe) – Regie: Sidney Lumet
Sie nannten ihn King (King Rat) – Regie: Bryan Forbes

### Bester ausländische Darsteller
Lee Marvin – Cat Ballou – Hängen sollst du in Wyoming (Cat Ballou) und Der Tod eines Killers (The Killers)
Jack Lemmon – Leih mir deinen Mann (Good Neighbor Sam) und Wie bringt man seine Frau um? (How to Murder Your Wife)
Anthony Quinn – Alexis Sorbas (Zorba the Greek)
Innokenti Smoktunowski – Hamlet (Gamlet)
Oskar Werner – Das Narrenschiff (Ship of Fools)

### Beste ausländische Darstellerin
Patricia Neal – Erster Sieg (In Harm’s Way)
Jane Fonda – Cat Ballou – Hängen sollst du in Wyoming (Cat Ballou)
Lilja Kedrowa – Alexis Sorbas (Zorba the Greek)
Simone Signoret – Das Narrenschiff (Ship of Fools)

### Bester britischer Darsteller
Dirk Bogarde – Darling
Harry Andrews – Ein Haufen toller Hunde (The Hill)
Michael Caine – Ipcress – streng geheim (The Ipcress File)
Rex Harrison – My Fair Lady

### Beste britische Darstellerin
Julie Christie – Darling
Julie Andrews – Meine Lieder – meine Träume (The Sound of Music) und Nur für Offiziere (The Americanization of Emily)
Maggie Smith – Cassidy, der Rebell (Young Cassidy)
Rita Tushingham – Der gewisse Kniff (The Knack ...and How to Get It)

### Bester/beste Nachwuchsdarsteller/-in
Judi Dench – Tod am Morgen (Four in the Morning)
Michael Crawford – Der gewisse Kniff (The Knack ...and How to Get It)
Barbara Ferris – Fangt uns, wenn ihr könnt! (Catch Us If You Can)
Tom Nardini – Cat Ballou – Hängen sollst du in Wyoming (Cat Ballou)

### Bestes britisches Drehbuch
Frederic Raphael  – Darling
W. H. Canaway, James Doran – Ipcress – streng geheim (The Ipcress File)
Ray Rigby – Ein Haufen toller Hunde (The Hill)
Charles Wood – Der gewisse Kniff (The Knack ...and How to Get It)

### Beste Kamera (Schwarzweißfilm)
Oswald Morris – Ein Haufen toller Hunde (The Hill)
Kenneth Higgins – Darling
Wolfgang Suschitzky – Ekel (Repulsion)
David Watkin – Der gewisse Kniff (The Knack …and How to Get It)

### Beste Kamera (Farbfilm)
Otto Heller – Ipcress – streng geheim (The Ipcress File)
Christopher Challis – Die tollkühnen Männer in ihren fliegenden Kisten (Those Magnificent Men in Their Flying Machines)
David Watkin – Hi-Hi-Hilfe! (Help!)
Freddie Young – Lord Jim

### Bestes Szenenbild (Schwarzweißfilm)
Ray Simm – Darling
Arthur Lawson – Zwischenfall im Atlantik (The Bedford Incident)
Herbert Smith – Ein Haufen toller Hunde (The Hill)
Alex Vetchinsky – Rotten to the Core

### Bestes Szenenbild (Farbfilm)
Ken Adam – Ipcress – streng geheim (The Ipcress File)
Ken Adam – James Bond 007 – Feuerball (Thunderball)
Geoffrey Drake – Lord Jim
Tom Morahan – Die tollkühnen Männer in ihren fliegenden Kisten (Those Magnificent Men in Their Flying Machines)

### Beste Kostüme (Farbfilm)
Dinah Greet, Osbert Lancaster – Die tollkühnen Männer in ihren fliegenden Kisten (Those Magnificent Men in Their Flying Machines)
Joan Bridge, Elizabeth Haffenden – Die amourösen Abenteuer der Moll Flanders (The Amorous Adventures of Moll Flanders)
Margaret Furse – Cassidy, der Rebell (Young Cassidy)
Margaret Furse – Ein Schuß im Dunkeln (A Shot in the Dark)
Julie Harris – Hi-Hi-Hilfe! (Help!)

### Bester Kurzfilm
Rig Move – Don Higgins
60 Cycles – Jean-Claude Labrecque
One of Them Is Named Brett – Roger Graef

### Bester Animationsfilm
Do Be Careful Boys – Regie: Nancy Hanna, Keith Learner, Vera Linnecar
Tales from Hoffnung: Birds, Bees and Storks – Regie: John Halas
The Bargain – Regie: Beryl Stevens
The Hoffnung Symphony Orchestra – Regie: John Halas

### Bester Dokumentarfilm
Tokio 1964 (Tōkyō orimpikku) – Regie: Kon Ichikawa
Brute Force and Finesse – Regie: Max Morgan-Witts
Deckie Learner – Regie: Michael Crigsby
Strawinsky – Regie: Wolf Koenig, Roman Kroitor

### Bester spezialisierter Film
I Do – And I Understand – Regie: Derek Williams
Town Nurse, Country Nurse – Regie: Don Higgins